# Kh-23
Kh-66およびKh-23 Grom（ロシア語: Х-23 Гром、Gromは稲妻の意。NATOコード ： AS-7 ケリー ）は、射程10kmのソビエト連邦の空対地ミサイルである。
使用対象は地上および海上の小型目標。Kh-66は事実上、R-8 （AA-3 'アナブ'）空対空ミサイルをビーム誘導型にして弾頭を重量化したバージョンで、1968年にベトナムに急遽実戦投入された。Kh-23は、AGM-12 ブルパップと似た無線指令誘導方式を備えたKh-66の改良型だった。

## 設計
Kh-66は、R-8（AA-3 'アナブ'）空対空ミサイルの機体を流用し、ノズルを分割して、K-5 （AA-1 'アルカリ'）ミサイルのビーム誘導装置を流用するためのアンテナスペースを確保した。
機首には十字形の制御フィンがあり、後部には制御用の昇降舵を備えた4枚羽がある。

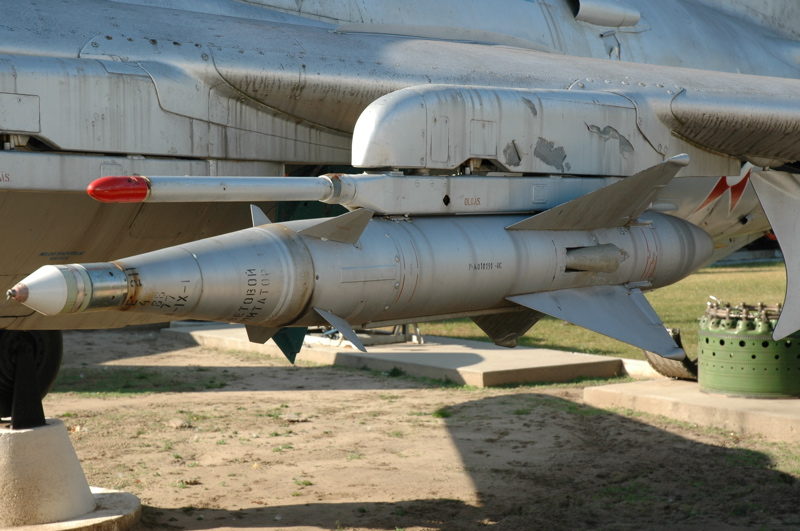
K-5M（AA-1 'アルカリ'）空対空ミサイル、Kh-66の前身にあたる

## 運用史
Kh-66は1968年にMiG-21用に生産開始された。Kh-23は1973年にMiG-23用に認定された。

## バリアント

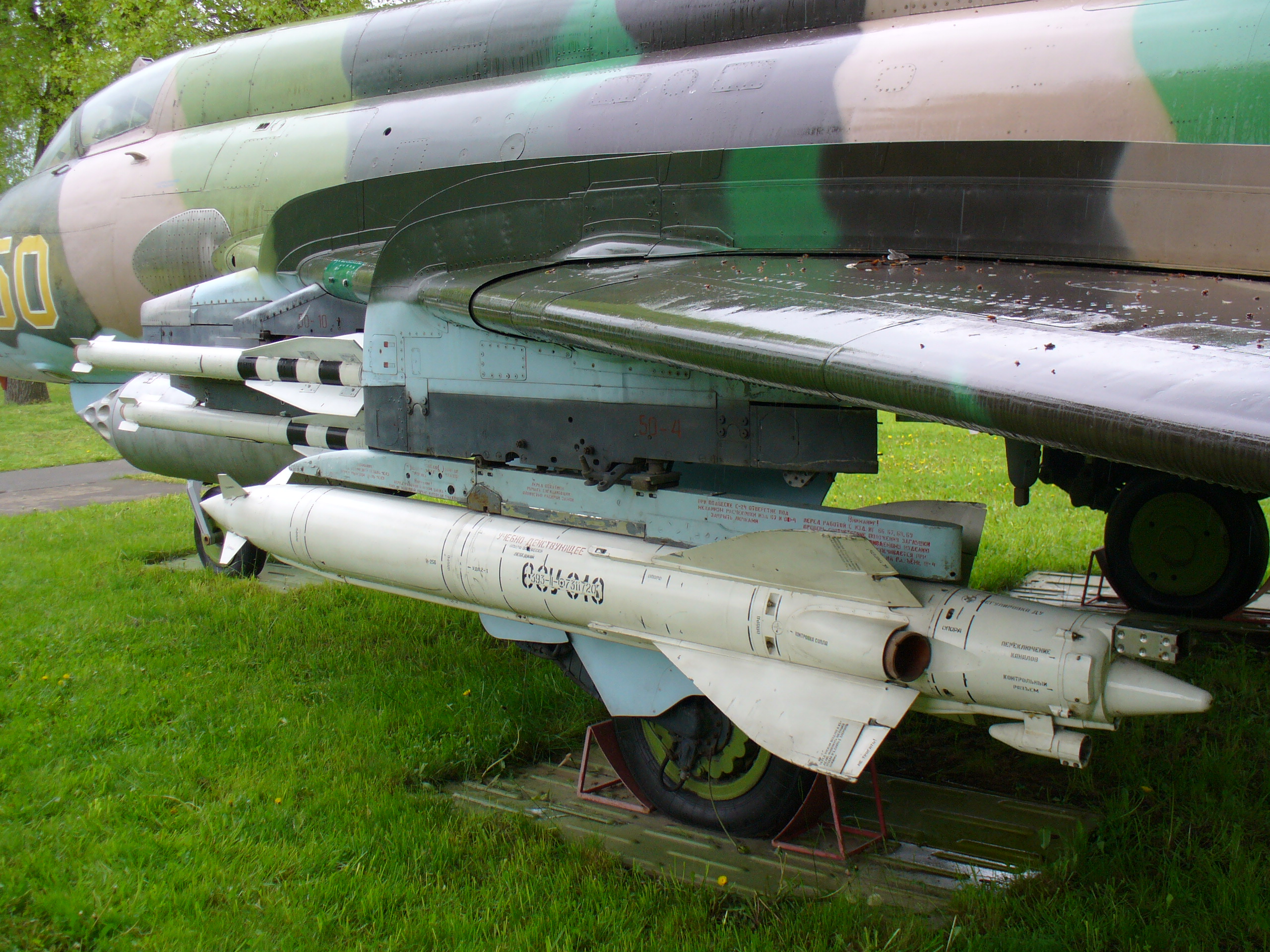
Kh-23ミサイルを搭載したスホーイSu-17M3

Kh-66
K-8をベースにしたオリジナルのビーム誘導ミサイル
Kh-23 （ Izdeliye 68） 
推進剤が改良された最初の無線指令誘導型
Kh-23M
Kh-25の技術でKh-23を改良した
Kh-23L
実際にはKh-25（AS-10 'カレン'）をベースとしていたであったレーザー誘導バージョンの西側名称
A921
ルーマニア製バージョン
グロム（グロム02）
1980年代に登場したユーゴスラビア版。ポーランド製のMANPADS（Grom）と同名だが別物。
Grom-B （Grom 2）
1990年代半ばから後半にかけてのセルビアのVojno-Tehnički Institutによるテレビ誘導版。 AGM-65Bマーベリック用のシーカーをベースとする。

## 運用国

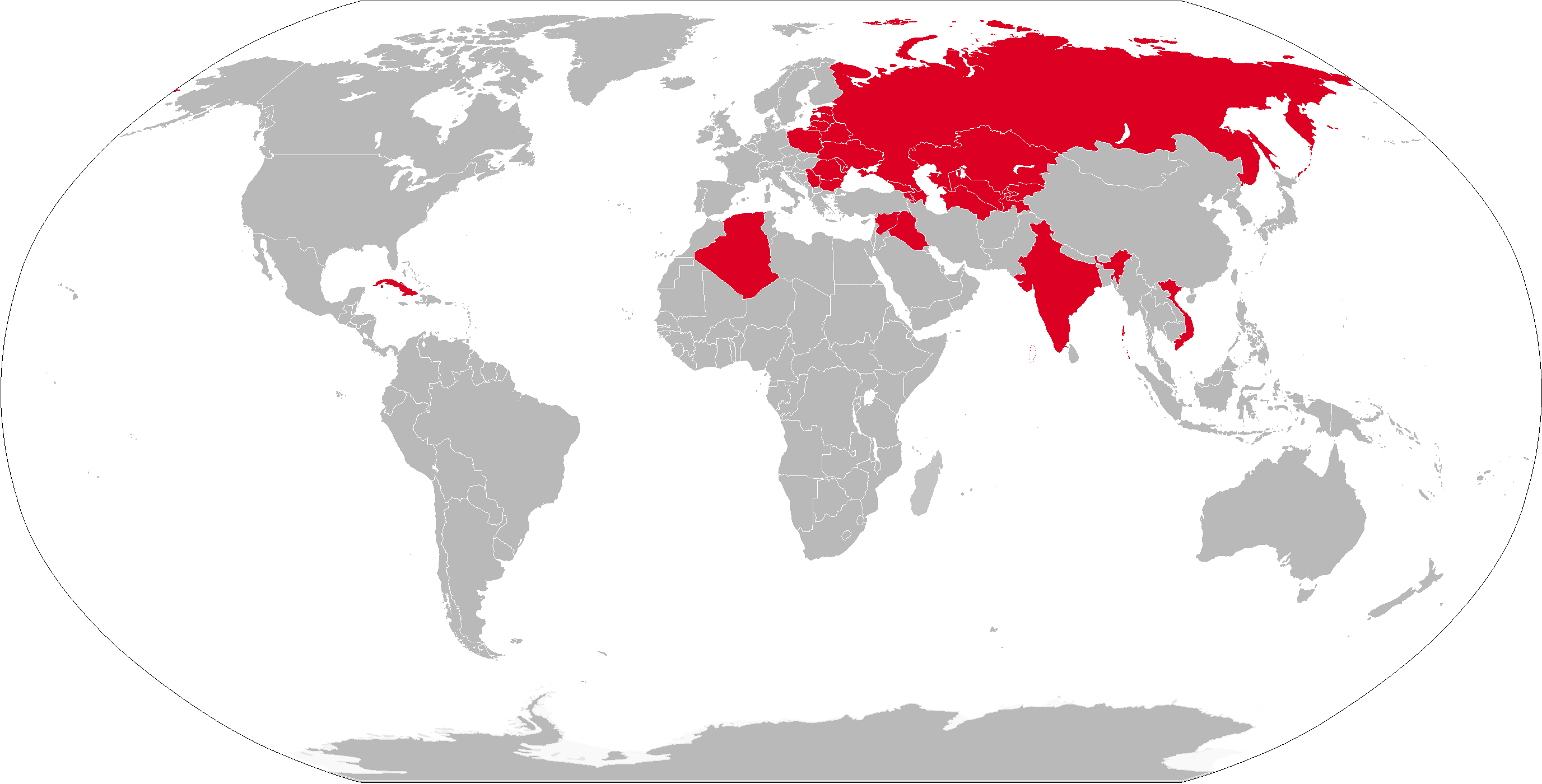
以前のKh-23運用国を赤で表示

- 北朝鮮 [要出典]
- セルビア

Grom-AとGrom-Bを自国生産していた。

### 元運用国
- アルジェリア
- ソビエト連邦[3] - およびその継承国家群
- ブルガリア
- キューバ
- インド
- イラク -  サダム時代
- ポーランド
- ルーマニア (A921)
- セルビア (Grom)
- シリア
- ベトナム

## 類似兵器
- AGM-12ブルパップ
- AS-20（英語版）　同様に初期型の空対空ミサイルをベースにしたフランスの空対地ミサイル